# Efe Bayram
Efe Bayram (Ankara, 1º marzo 2002) è un pallavolista turco, schiacciatore del Cisterna.

## Carriera

### Club
La carriera di Efe Bayram inizia nella stagione 2018-19 quando escordisce in Efeler Ligi con l'Halkbank; in questa annata partecipa anche alla Voleybol 1. Ligi vestendo la maglia dell'Anadolu Üniversitesi. Nelle quattro stagioni di permanenza all'Halkbank vince la Supercoppa turca 2018 e due BVA Cup, venendo inoltre premiato come rising star dell'annata 2021-22.
Nella stagione 2022-23 viene ingaggiato dalla Top Volley Latina, militante nella Superlega: terminati gli impegni con il club pontino fa un'esperienza nella squadra qatariota del Police, per poi ritornare nella massima divisione italiana, per il campionato 2023-24, questa volta al Cisterna.

### Nazionale
Nel 2017 viene convocato nella nazionale turca under 17, con cui vince la medaglia di bronzo al campionato europeo. Nel 2018 è selezionato sia per la nazionale under 18, aggiudicandosi la medaglia d'argento al campionato BVA, dove è premiato anche come miglior giocatore, che per quella under 20. Nel 2022 è nella nazionale under 22.
Nel 2021 ottiene le prime convocazioni nella nazionale maggiore: nel 2022 conquista l'argento all'European Golden League 2022, mentre nell'edizione successiva si aggiudica la medaglia d'oro. Nel 2023 conquista anche l'oro alla Volleyball Challenger Cup.

## Palmarès

### Club
- Supercoppa turca: 1

2018
- BVA Cup: 2

2020, 2021

### Nazionale (competizioni minori)
- Campionato europeo under 17 2017
- Campionato BVA under 18 2018
- European Golden League 2022
- European Golden League 2023
- Volleyball Challenger Cup 2023

### Premi individuali
- 2018 - Campionato BVA under 18: MVP
- 2022 - Efeler Ligi: Rising star